# Mistrzostwa Ameryki Południowej w Chodzie Sportowym 2008
Mistrzostwa Ameryki Południowej w chodzie sportowym 2008 – zawody lekkoatletyczne rozegrane 15 i 16 marca w Cuenca w Ekwadorze.

## Rezultaty

### Seniorzy

#### Mężczyźni
| Konkurencja:  | 1. miejsce          | Rezultat | 2. miejsce       | Rezultat | 3. miejsce    | Rezultat |
| Chód na 20 km | Luis Fernando López | 1:24:38  | Rolando Saquipay | 1:25:41  | James Rendón  | 1:27:07  |
| Chód na 50 km | Mesías Zapata       | 4:15:26  | Fausto Quinde    | 4:25:27  | David Guevara | 4:33:33  |

#### Kobiety
| Konkurencja:  | 1. miejsce    | Rezultat | 2. miejsce     | Rezultat | 3. miejsce    | Rezultat |
| Chód na 20 km | Sandra Zapata | 1:39:02  | Johana Ordóñez | 1:39:28  | Janeth Guamán | 1:40:25  |

### Juniorzy

#### Mężczyźni
| Konkurencja:  | 1. miejsce    | Rezultat | 2. miejsce    | Rezultat | 3. miejsce   | Rezultat |
| Chód na 10 km | Julián Rendón | 45:07    | Ricardo Lojan | 45:47    | José Montańa | 46:06    |

#### Kobiety
| Konkurencja:  | 1. miejsce   | Rezultat | 2. miejsce      | Rezultat | 3. miejsce | Rezultat |
| Chód na 10 km | Anlly Pineda | 49:13    | Claudia Cornejo | 49:22    | Maria Rayo | 49:41    |

### Juniorzy młodsi

#### Mężczyźni
| Konkurencja:  | 1. miejsce          | Rezultat | 2. miejsce  | Rezultat | 3. miejsce     | Rezultat |
| Chód na 10 km | Alexander Castańeda | 46:50    | Caio Bonfim | 47:00    | José Fernández | 48:26    |

#### Kobiety
| Konkurencja: | 1. miejsce        | Rezultat | 2. miejsce      | Rezultat | 3. miejsce    | Rezultat |
| Chód na 5 km | Ximena Sangoquisa | 25:39    | Kimberly García | 25:51    | Wendy Cornejo | 26:03    |